# أرفيد بيترسون
أرفيد بيترسون هو دراج سويدي، ولد في 31 مارس 1893 في توريبودا في السويد، وتوفي في 7 مايو 1956.

## وصلات خارجية
- أرفيد بيترسون على موقع إحصائيات الدراجات الإحترافية (الإنجليزية)
- أرفيد بيترسون على موقع أوليمبيديا (الإنجليزية)
- أرفيد بيترسون على موقع اللجنة الأولمبية السويدية (السويدية)